# محمدعلی مکرم اصفهانی
محمدعلی مُکَرَّم حبیب آبادی (۱۸۸۶ – ۲۸ مارس ۱۹۶۵) شاعر هجوسرای ایرانی بود که شعرهای خود را با لهجهٔ اصفهانی در روزنامهٔ صدای اصفهان چاپ می‌کرد. «او با طنز خاص خود برای بیداری می‌کوشید و به جنگ خرافات می‌رفت.» معروفترین شعرش «هارون ولات» نام دارد که برگرفته از شایعه‌ای خرافی عامیانه بوده است.
| بیا طرح فریب زمان بر اندازیم      |  | برون ز دایره یک طرح دیگر اندازیم  |
| ز موج حادثه بیرون بریم کشتی عمر   |  | بساحلی برسانیم و لنگر اندازیم     |
| زممکنات فراتر نهیم پای ثبات       |  | که دست عجز بدامان داور اندازیم    |
| ز بسکه راه دراز است و منتهایش دور |  | در آن میانه اقامت بمحشراندازیم    |
| جهان براحت جان جای آرمیدن نیست    |  | برای جسم بباید که بستر اندازیم    |
| بمنزل آنکه رسد زود از سبکباری است |  | بدوش خود ز چه بار گران در اندازیم |
| چرا بخود غم بیهوده ره دهیم مدام   |  | چرا همیشه کدورت بخاطر اندازیم...  |
| ...رواست گفته مکرم بریم در اقطار  |  | که تا شکست ببازار شکر اندازیم     |

| یا هارون ولات معجزه را گر و گورش کون |  | خشت لحد ملا نصیر را آجرش کون           |
| آن بز که به پا قلعه بسی معجزه‌ها کرد  |  | یا هارون ولات اون بزی چی را شترش کون   |
| صد بار قر تخم حلال از تو شفا یافت    |  | یک بار تو یک تخم حرومی را قرش کون      |
| هر کس به رواق تو زند لاس به زن‌ها     |  | یا هارون ولات چردا برم بی چچرش کون     |
| هر زن که به اطراف ضریحت به طواف است  |  | از پنجره یک مشت نخوچی پری چادرش کون    |
| آرند مریضی به پناهت که کند قی        |  | یا هارون ولات رحم تو بر عروعرش کون     |
| هر کس که بود دزد بده ره به پناهت     |  | در خوردن اموال خلایق ننرش کون          |
| چون بره نذری ز برای تو بیارند        |  | کن قسمت سادات و بشب جنده خورش کون      |
| هر کس که کند سجده به دور حرم تو      |  | یا هارون ولات شمع گچی در دبرش کون      |
| در خارجه تکمیل معادن عجبی نیست       |  | این رودخونه یک معدن ریگ است تو درش کون |
| بر گنبد تو صدر کند این همه تعظیم     |  | اعلانی بچسبان و خلیفه پا درش کون       |
| گر حاکم این شهر سر از حکم تو پیچد    |  | از شورش و از معجزه کردن پا برش کون     |
| خادم چو بریزد کپ می را به پیاله      |  | با خادم زن قحبه بفرما که پرش کون       |
| حیف است رواقت نشود آیینه کاری        |  | آنجا حاجی الماس مارا شیشه برش کون      |
| ای آنکه کنی نذر به آمرزش اموات       |  | نذری پی تعمیر کنار باب و کرش کون       |